# Syllitus microps
Syllitus microps là một loài bọ cánh cứng trong họ Cerambycidae.